# Sprengvortrieb
Sprengvortrieb ist ein spezielles Verfahren des Tunnelbaus. Der Tunnelvortrieb erfolgt dabei mittels Sprengung (bergmännisch Schießen). Vortrieb ist dabei die Bezeichnung für die Bauweise, aber auch die gewonnene Strecke, die in Meter pro Tag angegeben wird.

## Verfahren
Dieses Verfahren erfolgt in folgenden Arbeitsphasen: zunächst werden die mit Sprengstoff zu beladenden Löcher gebohrt. Es folgt das Laden und Sprengen. Dann ist das Absaugen von Staub und Verbrennungsgasen bzw. die Zufuhr von Frischluft (Bewettern) erforderlich. Die nächste Phase besteht im Abklopfen (Abläuten) und den ersten Sicherungsarbeiten. Es folgt die Aufnahme und der Abtransport des abgesprengten Haufwerks (Schuttern). Schließlich wird der Verbau eingebracht.
Die Einzelsprengungen erfolgen in den Bohrlöchern einzeln bzw. gruppenweise nacheinander innerhalb von Sekundenbruchteilen (Millisekundensprengen). Erforderlich für eine erfolgreiche Sprengung ist eine günstige Anordnung und Zündfolge der einzelnen Bohrlöcher (Bohrbild). Jede einzelne Sprengung muss so angeordnet sein, dass sie für die darauf folgende Sprengung die Gesteinsverspannung verringert und einen Auswurf von Material (Einbruch) bewirkt.

## Einsatzgebiete und Geschichte
Der Sprengvortrieb war im 19. Jahrhundert die erste große Neuentwicklung, die den händischen Vortrieb durch Ausbruch ersetzen konnte. Möglich wurde sie durch die Entwicklung sicherer, transportabler Sprengmittel, insbesondere dem Dynamit.
Gegenüber dem Bohrvortrieb (Tunnelbohrmaschinen, Schildvortriebsmaschinen) ist der Sprengvortrieb im Prinzip effektiver, schneller und kostengünstiger. Eingesetzt werden kann die Methode aber nur in Festgestein. Außerdem entstehen in langen Tunneln und Stollen Probleme der Belüftung (insbesondere das Entstehen von nitrosen Gasen), Staub- und Druckbelastung, und Risiken wie Nachbrüche bei instabilen Gebirgsverhältnissen. Weiters können Sprengungen negative Einflüsse (Ausbrüche, Deformierung) sowohl auf den schon ausgebaute Strecke, wie auch Nachbarröhren haben. Daher verwendet man diese Methode heute meist nur mehr bei kurzen Vortrieben (bis etwa 2–3 km), Vortrieben mit nicht kreisförmigen und/oder sehr großen Querschnitten (etwa im Kavernenbau), und bei hartem, abrasivem Gestein, bei dem Bohrvortrieb zu verschleißintensiv ist, auch abschnittsweise.